# Mitch Richmond
Mitchell James Richmond (Fort Lauderdale, 30 de junho de 1965) é um ex-basquetebolista profissional norte-americano. Com 1,96 m de altura, atuava como ala-armador. Richmond foi campeão da Temporada da NBA de 2001–02 jogando pelo Los Angeles Lakers. Pela Seleção Estadunidense de Basquetebol foi campeão olímpico em Atlanta 1996.